# Велика Брда
Велика Брда (словен. Velika Brda) — поселення в общині Постойна, Регіон Нотрансько-крашка, Словенія. Висота над рівнем моря: 552,4 м.